# Мајански језици
Мајански језици (енгл. Mayan languages), група од преко 30 живих језика са више од 6 милиона говорника у Средњој Америци. Верује се да су настали еволуцијом изворног мајанског језика током дуге историје народа Маја.

## Подела
Мајански језици могу се по сродности поделити на четири групеː западну, источну, јукатанску и хуастечку. Источна и јукатанска група међусобно су најсличније, а хуастечка група највише се разликује од осталих. Из овога би се могло закључити да се хуастечка група Маја одвојила од главнине народа Маја у далекој прошлости, вероватно још пре формирања мајанске цивилизације (прекласични период). По истој логици, западна група одвојила се нешто касније, вероватно у класичном периоду (317-987. године), док су се источна и јукатанска група раздвојиле тек у посткласичном периоду Маја (987-1697. године).

### Западна група
Западна група мајанских језика говори се углавном у мексичким државама Табаско и Чијапас. Највећи језици ове групе су језици народа Чол  (130.000 говорника), Целтал (265.000) и Цоцил (215.000 говорника), сви у држави Чијапас, као и  народа Чонтал (око 55.000 говорника) у држави Табаско. Овој групи припада и изоловани језик народа  Чорт на крајњем истоку мајанског говорног подручја, који се говори у источној Гватемали и западном Хондурасу, (око 30.000 говорника).

### Источна група
Источна група мајанских језика најбројнија је и по броју језика, и по броју говорника. Говори се у Гватемали и на југоистоку мексичке државе Чијапас, на граници са Гватемалом. Највећи језици ове групе сујезик народа  Кекчи (800.000 говорника), Киче (око милион говорника), Мам (око 500.000 говорника) и Какчикел (око 400.000).

### Јукатанска група
Најбројнији у овој групи је јукатечки мајански језик (око 800.000 говорника) у мексичким државама Јукатан, Кампече и Китана Ро. Овој групи припадају и некада бројни, а сада готово изумрли језици народа Ица (у Петенском басену), Мопан (у Белизеу) и Лакандон (у држави Чијапас).

### Хуастечка група
Вастечки (хуастечки) језик потпуно је територијално одвојен од осталих мајанских језика, и говори се далеко на северу, у мексичким државама Веракруз и Сан Луис Потоси (око 110.000 говорника). Највише се разликује од осталих мајанских језика, и верује се да се раније одвојио од  заједничког, старог мајанског језика.

## Стари записи
Знатне разлике међу мајанским језицима постојале су већ у време открића и шпанског освајања Маја (1519-1697). Тако су најстарији сачувани мајански записи из 16. и 17.века остали забележени на различитим дијалектима Маја. Књиге Чилам Балам написане су на јукатечком мајанском језику из 16. века, док је књига Попол Вух написана језиком Киче из истог периода.